# Shinkamigotō
Shinkamigotō (新上五島町?) è una cittadina giapponese della prefettura di Nagasaki.
La cittadina rappresenta oggi l'unico governo locale nel distretto di Minamimatsuura e occupa principalmente le due isole di Nakadori e Wakamatsu, connesse tramite il grande ponte di Wakamatsu. Sono incluse inoltre nella cittadina anche le isole di Kaminakajima Arifuku, Hinoshima, Ryōzegaura, Kashiragashima, e Kirinoko. 
Tra i porti principali di accesso alla cittadina si ricordano Arikawa, Aokata e Narao.
Diverse chiese cattoliche sono dislocate su tutta l'area cittadina, tra cui le chiese di Doinoura Inoura, Kiri, Nakanoura e Ooso.
Soprattutto la zona di Arikawa è storicamente nota per la caccia alle balene. Il porto di Arikawa ospita un museo dedicato a questa antica attività. 
Questa zona è anche nota per la presenza di un imponente deposito per lo stoccaggio di petrolio nelle isole di Kashiwa e Ore. Questo deposito, unico nel suo genere, consente lo stoccaggio di una quantità di petrolio sufficiente a soddisfare le richieste del Giappone per un periodo di 7 giorni, in caso di emergenza o di blocco del mercato petrolifero. 

## Popolazione
Come in molte zone rurali del Giappone, la popolazione di Shinkamigotou è anziana. La mancanza di un'università e la scarsità di attività produttive porta molti giovani ad abbandonare l'isola al compimento della maggiore età (20 anni in Giappone). Molti tendono però a farvi ritorno in età più avanzata.

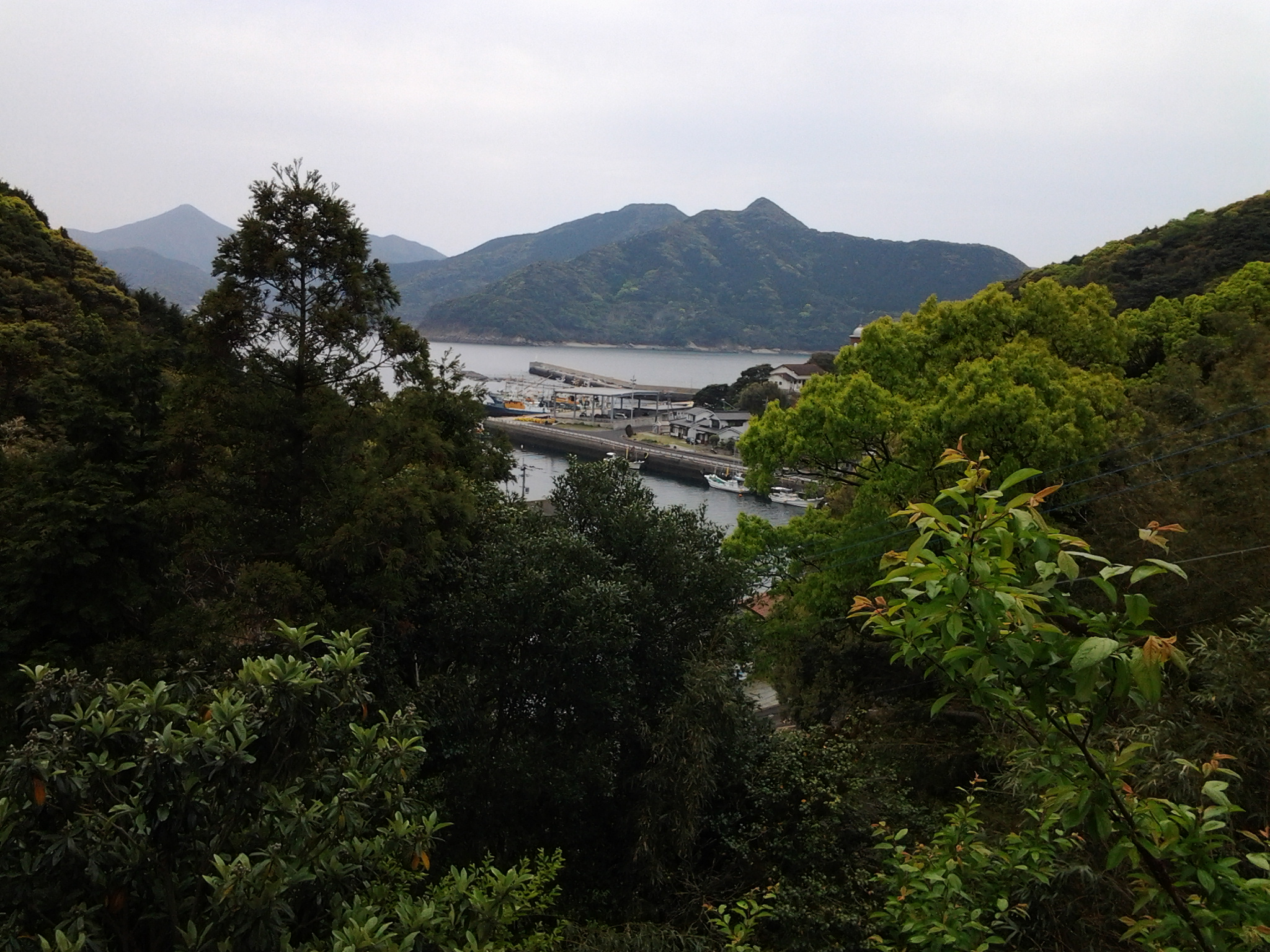
Vista del porticciolo di Ooso